# Who Do I Gotta Kill?
Pour plus de détails, voir Fiche technique et Distribution.
Who Do I Gotta Kill? ou Me and the Mob est un film américain réalisé par Frank Rainone, sorti en 1994.

## Synopsis
Un écrivain sans le sou prend un travail auprès de la mafia.

## Fiche technique
- Titre : Who Do I Gotta Kill?
- Réalisation : Frank Rainone
- Scénario : James Lorinz, Frank Rainone et Rocco Simonelli
- Musique : Doug Katsaros
- Photographie : Adam Kimmel
- Montage : Michelle Gorchow
- Production : Frank Rainone
- Société de production : RSVP Productions
- Société de distribution : Arrow (États-Unis)
- Pays :  États-Unis
- Genre : Comédie
- Durée : 87 minutes
- Dates de sortie : 
  - États-Unis : 23 septembre 1994 (New York)

## Distribution
- James Lorinz : Jimmy Corona
- Sandra Bullock : Lori
- Vincent Pastore : Aldo « Birdman » Badamo
- Stephen Lee : Bobby Blitzer
- Lori Rachal : Jogger
- Ted Sorel : George Stelloris
- Louis Giovannetti : Dick
- Tony Darrow : Tony Bando
- Janice Steinmetz : Angie Giachetti
- Johnny Lorinz : le détective
- Lee Anne Linfante : Tina
- Frank Gio : Frankie « The Fixer » Giachetti
- John Costelloe : Billy « Bink-Bink » Borelli
- Anthony Michael Hall : Kevin Friedland, l'ami de Jimmy
- Mario Cantone : Rico
- Frankie Cee : Franco
- Richard Bright : Belcher
- Michael Luciano : Leary
- Frank Aquilino : Joey « Clams » Tantillo
- John Ciarcia : Marty « No-Neck » Scalia
- Steve Buscemi : Fred (non crédité)

## Production
Les rééditions en vidéo ont largement mis en avant la présence de Sandra Bullock et Steve Buscemi dans le film alors qu'il s'agit d'un second rôle pour la première et d'une apparition pour le second.